# Al-Muktafi
Abū Aḥmad ʿAlī ibn Aḥmad al-Muʿtamid, detto al-Muktafī bi-llāh (in arabo "أبو أحمد علي بن أحمد المعتمد "المكتفي بالله‎?; 877/878 – Baghdad, 13 agosto 908) è stato il 17º Califfo della dinastia abbaside.
Califfo a Baghdad dal 902 al 908, era figlio del precedente Califfo, al-Muʿtaḍid, che lo aveva avuto da una schiava turca di nome Čiček (in arabo Ǧīǧak).

Al tempo della morte del padre, si trovava a Raqqa, dove al-Muʿtaḍid lo aveva inviato nell'894/5 perché s'impratichisse nell'arte di governo, destinandolo anche a governare cinque anni dopo per suo conto la Mesopotamia.

Tornato nella capitale abbaside, assunse la dignità califfale, col laqab che significa "Colui al quale è sufficiente Iddio", diventando subito assai popolare tra i sudditi per la sua generosità e per aver chiuso le odiate prigioni segrete del padre che erano diventate un vero e proprio incubo terrorizzante a Baghdad, e restituendo ai loro proprietari molti dei loro beni confiscati in precedenza.
Durante il suo regno il Califfato fu minacciato più volte ma egli riuscì validamente a stornare i pericoli. Il principale fu quello costituito dai Carmati, un gruppo radicale che era sorto durante l'ultima parte del suo califfato.
Le ostilità riguardarono più o meno anche l'Impero bizantino, che non perse tempo a trarre vantaggio dalle difficoltà del Califfato. Nell'898 una flotta bizantina fu data alle fiamme e 3.000 marinai decapitati. Ma vi furono anche sconfitte. Tarso in Cilicia fu stretta da un tenace assedio da parte greca e il suo Governatore preso prigioniero. Peggio ancora andò con i ribelli egiziani che, per colpire il Califfato, indussero il governatore tulunide di Tarso a dar fuoco alla flotta califfale di cinquanta navi all'ancora in quel porto. Come conseguenza, i greci bizantini riuscirono a razziare le coste a loro piacimento, per terra e per mare, portandosi via un gran numero di prigionieri. La guerra proseguì con alterne fortune.
Dieci contingenti, ognuno forte di 10.000 uomini, devastarono le coste musulmane, prendendo prigionieri, mentre dall'altra parte una flotta musulmana, al comando di un rinnegato bizantino e composta da gente dell'Ifriqiya, devastò le coste bizantine.
Il regno agitato di al-Muktafī consentì comunque al Califfato, in sei-sette anni di lotte, di riguadagnare quella sicurezza che mancava dai tempi di al-Mu'tasim. Uno dei suoi ultimi atti, alla morte del principe samanide, di riconoscere la successione del figlio sul Grande Khorasan. Nel 908 morì e lasciò il trono a suo fratello minore.